# Akio Kanai
El doctor Akio Kanai (japonès: 金井 昭雄, Kanai Akio) és el president executiu de l'Òptica Fuji a Hokkaido (Japó) i també el guanyador del Premi Nansen pels Refugiats del 2006. 

## Primers passos
Kanai va néixer el 1942 a l'illa Sakhalín, al nord de l'Oceà Pacífic. Va ser desplaçat a la força quan era un nen, durant l'agitació del final de la Segona Guerra Mundial, i va anar a viure al Japó. Les seves pròpies experiències en els seus primers anys de vida van canviar per sempre la seva percepció de les persones internament desplaçades i els refugiats.

## Carrera
Va estudiar per tenir un grau empresarial a la Universitat de Waseda a Tòquio. El 1966 va decidir estudiar una segona matèria i es va matricular a la Universitat d'Optometria de Califòrnia del Sud, graduant-se el 1972 com a doctor. Després de visitar hopis a Arizona i ajudar-los a millorar la seva vista, donant-los ulleres, es va adonar que volia continuar el camí de l'ajuda humanitària. Va tornar al Japó el 1973 i va passar a treballar a l'empresa familiar Òptica Fuji a Hokkaido. El 1996 es va convertir en el president de la companyia. El 2006 va esdevenir director executiu i president de l'Òptica Fuji.

## Feina amb refugiats i persones internament desplaçades
El doctor Akio Kanai va començar la seva feina amb refugiats el 1983 a Tailàndia amb refugiats indoxinesos. Molts dels refugiats amb problemes de visió havien perdut o se'ls havien trencat les ulleres en el procés de fugida. Tot i això, tenien una alta necessitat de veure bé, ja que havien de sotmetre's a cursos per tal de ser reassentats i necessitaven estudiar. Kanai comprovava la seva vista, de tal manera que els refugiats poguessin rebre el tipus d'ulleres adequat i així veure clarament altra vegada. Va començar cooperant amb l'UNHCR el 1984 i va dirigir unes 24 missions a Azerbajan, Armènia, Tailàndia i Nepal. En total va aconseguir fons de 75.000 $, va preparar membres dels mitjans de comunicació locals, va proporcionar equipament d'optometria i va donar més de 108.200 ulleres. L'Òptica Fuji és el soci corporatiu més longeu de l'UNHCR. El doctor Kanai va involucrar encara més la seva companyia i empleats a través de l'Optical Vision Aid Mission. Aproximadament 70 empleats de l'empresa han participat en les missions, utilitzant les seves vacances per ajudar en els camps de refugiats. El 2006 va guanyar el prestigiós Premi Nansen pels Refugiats, pels seus esforços en millorar la visió dels refugiats. Va jurar invertir els diners del premi, 100.000 $, en la seva tasca humanitària a Armènia i Azerbaitjan.
Durant el seu discurs d'acceptació del premi, Kanai va dir: “el  premi és testimoni de la importància que té el paper de l'optometria en el futur dels refugiats, millorant-los la visió i empoderant-los per aconseguir i assegurar un "futur focalitzat" (a future in focus)... La vista pot canviar la vida de les persones. El meu somni és d'aconseguir que unes simples ulleres puguin canviar les vides dels refugiats i persones internament desplaçades (IDPs) cap a millor." Al 2016 havia millorat la visió de més de 130.000 persones desplaçades.

## Premis
- Nansen Premi pels refugiat el 2006[2]